# St. Martin (Mühlhausen, Werneck)

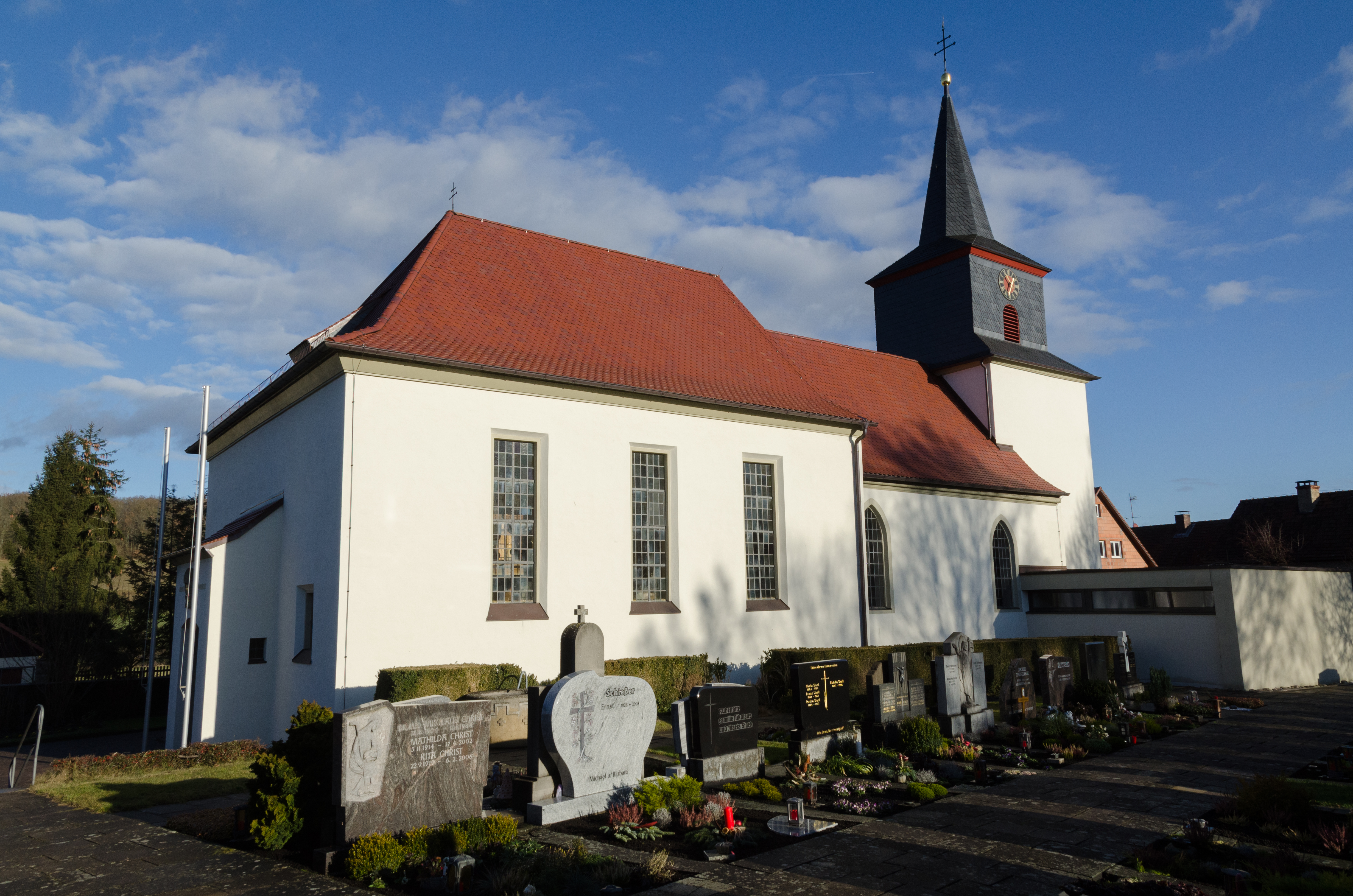
St. Martin (Mühlhausen (Werneck))

Die römisch-katholische, denkmalgeschützte Kuratie St. Martin steht in Mühlhausen, einem Gemeindeteil des Marktes Werneck im Landkreis Schweinfurt (Unterfranken, Bayern). Das Bauwerk ist unter der Denkmalnummer D-6-78-193-99 als Baudenkmal in der Bayerischen Denkmalliste eingetragen. Die Kuratie gehört zur Pfarreiengemeinschaft Heiliger Sebastian (Eßleben) im Dekanat Schweinfurt-Süd des Bistums Würzburg.

## Beschreibung
Die in den Jahren 1690 bis 1694 entstandene Saalkirche wurde 1930 erweitert. Sie besteht aus einem mit einem Walmdach bedeckten Langhaus aus drei Jochen, einem eingezogenen Chor aus zwei Jochen im Osten und dem Kirchturm, der auf einen Chorturm zurückzuführen ist. Er wurde später mit einem schiefergedeckten Geschoss aufgestockt, das die Turmuhr und den Glockenstuhl beherbergt, und mit einem achtseitigen Knickhelm bedeckt. 
Zur Kirchenausstattung gehören Seitenaltäre, die aus dem Kloster Unterzell stammen. Sie zeigen jüngere Tafelbilder von Peter Geist. Er schuf auch 1865 die Kreuzwegstationen im Nazarenerstil. Eine Prozessionsmadonna, die aus dem Kloster Himmelpforten stammt, hat Johann Peter Wagner geschaffen. Die Rosenkranzmadonna, die sich ursprünglich an der linken Seitenwand befand, wurde in dem Altarretabel des Hochaltars integriert.